# Anthems of Rebellion
Anthems of Rebellion este al cincilea album de studio al trupei suedeze de melodic death metal Arch Enemy. Albumul aduce unele inovații, precum folosirea de voce de fundal, spre exemplu pe piesele "End of the Line" și "Dehumanization". Mai mult, pentru prima dată tipul de voce folosit este unul clean. Michael Amott, chitaristul și liderul trupei, este cel care a înregistrat aceste părți vocale.
Primul extras pe single, "We Will Rise," a beneficiat și de un videoclip care a fost difuzat moderat la MTV, în celebra emisiune Headbanger's Ball.
Ulterior, un al doilea videoclip a fost produs și pentru "Dead Eyes See No Future", înfățișând trupa cântând această piesă într-un concert.
Site-ul Sputnikmusic i-a acordat albumului nota 3,6/5.

## Lista pieselor de pe album
1. "Tear Down the Walls (Intro)" – 0:32
2. "Silent Wars" – 4:15
3. "We Will Rise" – 4:07
4. "Dead Eyes See No Future" – 4:14
5. "Instinct" – 3:37
6. "Leader of the Rats" – 4:21
7. "Exist to Exit" – 5:22
8. "Marching on a Dead End Road" – 1:17
9. "Despicable Heroes" – 2:12
10. "End of the Line" – 3:36
11. "Dehumanization" – 4:15
12. "Anthem" – 0:57
13. "Saints and Sinners" – 4:41

### Bonus disc
Ediția limitată inițială cuprinde și un bonus DVD audio, lansat pentru Europa sub formă de digipak. Piesele de pe acest bonus DVD sunt:
1. Lament Of A Mortal Soul (live) (4:34)
2. Behind The Smile (live) (3:23)
3. Diva Satanica (live) (4:10)
4. Exist To Exit (5:22)
5. Leader Of The Rats (4:22)
6. Dead Eyes See No Future (4:14)

Primele trei piese sunt înregistrate live în turneul Wages of Sin 2002, în varianta LPCM 2.0. Ultimele trei piese sunt mixate Dolby Digital 5.1.
Ediția limitată pe 2 CD-uri lansată în Europa nu include și piesa "Exist to Exit", însă ediția digipak o conține. De asemenea, piesa apare și pe ediția americană.

## Componența trupei
- Angela Gossow - Voce
- Michael Amott - Chitară, voce clean (piesele 10 și 11)
- Christopher Amott - Chitară
- Sharlee D'Angelo − Bas
- Daniel Erlandsson − Tobe

### Muzicieni invitați
- Per Wiberg - Melotron, pian, claviaturi
- Nick Mallinson - invitat special

## Producția albumului
- Lansat în Japonia pe 23 iulie 2003.
- Lansat în Statele Unite pe 26 august 2003.
- Producător Andy Sneap
- Mixat și masterizat de Andy Sneap
- Înregistrare și mixări în primăvara 2003
- Selecție realizată de Arch Enemy[3]

## Trivia
- Clipul "We Will Rise" a fost primul videoclip difuzat de ediția renăscută a emisiunii Headbangers Ball, în 2003.
- Piesa "Silent Wars" apare și în documentarul din 2005 - Metal: A Headbanger's Journey.

## Versuri
- Darklyrics - Versuri Anthems of Rebellion